# Canthigaster investigatoris
Canthigaster investigatoris és una espècie de peix de la família dels tetraodòntids i de l'ordre dels tetraodontiformes.

## Hàbitat
És un peix marí, de clima tropical i demersal que viu fins als 101 m de fondària.

## Distribució geogràfica
Es troba a Indonèsia.

## Observacions
És inofensiu per als humans.